# Plameňák andský
Plameňák andský (Phoenicoparrus andinus) je druh plameňáka. Je blízce příbuzný plameňáku Jamesovu, s nímž tvoří rod Phoenicoparrus. Má bledě růžové tělo s jasnějšími horními částmi. Jde o jediný druh plameňáka se žlutýma nohama a třemi prsty. Vyskytuje se ve vysokých polohách v Andách, a to od jižního Peru po severozápadní Argentinu a severní Chile. Jde o stěhovavého ptáka, který je schopný během jednoho dne uletět několik set kilometrů. Podle IUCN patří mezi zranitelné druhy, a to z důvodu nepřirozených změn v jeho přirozených sídlech. Výrazný vliv na úbytek plameňáků andských má těžba a také různé lidské zásahy.